# Дзякуго
Дзякуго, или «завершающая фраза», — фраза (стихотворная строка), выражающая суть коана или способная служить комментарием к нему. После того как ученик находит решение коана, мастер, если он доволен тем, как ученик решил коан, может поручить ему подобрать к коану завершающую фразу. Правильно подобранная учеником завершающая фраза является подтверждением его успеха в работе над коаном; таким образом, дзякуго «завершает» не коан, а работу ученика над ним, и выражает скорее не сущность коана, а его постижение учеником. Завершающими фразами служат древнекитайские пословицы или поговорки, строки из произведений китайской литературы, отрывки из буддийской классики, проповедей китайских патриархов дзэн, конфуцианских и даосских произведений, объединённые в специальные сборники. «Так же как и ответы на коаны, дзякуго для каждого из них представляются более или менее стандартизованными...».

## Сборники
Сборники завершающих фраз обычно набираются мелким шрифтом на тонкой бумаге и имеют такой размер, чтобы их можно было поместить в карман или рукав.
Фразы в сборниках как правило разбиваются на группы в зависимости от количества составляющих их китайских иероглифов и располагаются в порядке увеличения числа иероглифов.
Наиболее почитаемый сборник дзякуго — «Дзэнрин кусю» («Антология дзэнских фраз»). Это собрание было издано в 1688 году неким Идзюси, в него входит приблизительно 4380 фраз. Основой «Дзэнрин кусю» послужила «Кудзоси» («Книга фраз»), составленная в конце XV века Тоё Эйтё. «Кудзоси» насчитывала немногим более 1200 фраз.
Весьма распространён также сборник «Zudokko kushū», являющийся частью двухтомного собрания классических дзэнских текстов «Zudokko» (2 тт., 1916 и 1922), составленного Genro Fujita (1880—1935). Он содержит около 2400 фраз.

## Примеры «завершающих фраз»
- Это нельзя ни проглотить, ни выплюнуть.
- Вторая попытка не стоит и полушки.
- В котле с кипящей водой нет холодного места.
- Труднее всего играть на флейте без отверстий.
- Десять лет я не мог найти дорогу назад,
А теперь позабыл дорогу, которой пришёл.
- Сверху — ни куска черепицы, чтобы прикрыть голову; снизу — ни вершка земли, чтобы поставить ногу.
- Он видит только, как петляет река и вьётся тропинка,
И не знает, что он уже в стране бессмертных.
- Когда птицы не поют,
В горах ещё спокойнее.
- Весной, по ту сторону времени,
Цветёт сухое дерево.
- Когда курам холодно, они взлетают на дерево; когда уткам холодно, они бросаются в воду.
- Перед моим окном всегда одна и та же луна; но расцветут сливы — и луна уже другая.
- Когда каменный человек кивает головой, деревянный столб хлопает в ладоши.
- Над ветвями, лишёнными почек,
Парит золотая птица феникс,
Вокруг деревьев, не отбрасывающих тени,
Бродит нефритовый слон.